# Scipione Tecchi
Scipione Tecchi (27 de junho de 1854 - 7 de fevereiro de 1915) foi um cardeal da Igreja Católica Romana que serviu como prefeito da Congregação dos Ritos .
Tecchi nasceu em Roma , Itália . Ele foi educado no Pontifício Seminário Romano, onde recebeu o doutorado em teologia e direito canônico .

## Sacerdócio
Ele foi ordenado em 23 de dezembro de 1876 em Roma . Depois de sua ordenação, ele fez trabalho pastoral na diocese de Roma de 1877 até 1908. Ele também trabalhou como um scriptor da Penitenciaria Apostólica . Ele foi criado como secretário supranumerário em 22 de dezembro de 1893. Ele também foi coadjutor beneficiário do capítulo da basílica patriarcal do Vaticano em 1899, além de ser o cânon da basílica patriarcal de Latrão. Ele foi elevado ao posto de Prelado Doméstico em 6 de maio de 1901 e, finalmente, Protonotary apostolicon 27 de setembro daquele ano.

## Cardinalizado
Ele foi criado e proclamado pelo Papa Pio X Cardeal-Diácono de Santa Maria in Domnica no consistório de 25 de maio de 1914, no qual também foi criado o futuro Papa Bento XV . Cardeal Tecchi participou do conclave de 1914 que elegeu Bento XV. Foi nomeado Prefeito da Congregação dos Ritos em 8 de novembro de 1914, ocupando o posto até sua morte no início de 1915. Ele foi enterrado no cemitério de Campo Verano .